# Фисция серо-голубая
Фисция серо-голубая (лат. Physcia aipolia)  — вид лишайников рода Фисция (Physcia) семейства Фисциевые (Physciaceae).

## Синонимы[1]
- Anaptychia stellaris var. aipolia (Ehrh. ex Humb.) A. Massal., 1853
- Dimelaena stellaris f. cercidia (Ach.) Trevis., 1868
- Dimelaena stellaris var. aipolia (Ehrh. ex Humb.) Trevis., 1868
- Imbricaria aipolia (Ehrh. ex Humb.) DC., 1805
- {{bt|Lichen aipolius|Ehrh. ex Humb., 1793 basionym
- Lichen aipolius * cercidia (Ach.) Lam., 1813
- Lichen stellaris var. aipolius (Ehrh. ex Humb.) Wahlenb., 1826
- Lobaria aipolia (Ehrh. ex Humb.) Hoffm., 1796 [1795]
- Lobaria stellaris var. aipolia (Ehrh. ex Humb.) Hepp., 1867
- Parmelia aipolia (Ehrh. ex Humb.) Ach., 1803
- Parmelia aipolia f. cercidia (Ach.) Ach., 1814
- Parmelia aipolia var. cercidia Ach., 1810
- Parmelia cercidia (Ach.) Röhl., 1813
- Parmelia stellaris f. aipolia (Ehrh. ex Humb.) Hazsl., 1884
- Parmelia stellaris f. cercidia (Ach.) Hazsl., 1884
- Parmelia stellaris var. aipolia (Ehrh. ex Humb.) Fr., 1826
- Physcia aipolia f. cercidia (Ach.) Mig., 1924
- Physcia aipolia var. cercidia (Ach.) Nyl., 1880 [1878]
- Physcia stellaris f. aipolia (Ehrh. ex Humb.) Th. Fr., 1871
- Physcia stellaris f. cercidia (Ach.) Nyl., 1861
- Physcia stellaris subsp. aipolia (Ehrh. ex Humb.) Fink, 1910
- Physcia stellaris var. aipolia (Ehrh. ex Humb.) Tuck., 1860
- Physcia stellaris var. cercidia (Ach.) Letendre, 1879
- Squamaria aipolia (Ehrh. ex Humb.) Frege, 1812
- Xanthoria aipolia (Ehrh. ex Humb.) Horw., 1912
- Xanthoria aipolia var. cercidia (Ach.) Horw., 1912

## Описание
Слоевище листоватое, 6—10 см в диаметре, розетковидное, плотно прилегающее к субстрату. Лопасти до 3 мм шириной, 5—10 мм длины, лучисто расходящиеся или сближенные, иногда со срастающими краями, плоские или чуть загибающиеся, в центре слегка выпуклые, черепитчато-складчатые, по периферии закруглённые, волнисто изрезанные. Верхняя поверхность беловатая или голубовато-серая, обычно отчётливо беловато-пятнистая (крапчатая) от многочисленных макул, что хорошо заметно при смачивании; без налёта, но изредка со слабым налётом. Соредии и изидии отсутствуют. Верхний коровый слой параплектехимный, образован тонкостенными гифами, с большими клеточными просветами, светлый до бесцветного, 20—60 мкм толщины. Нижний коровый слой 18—25 мкм толщины, плектехимный. Гонидиальный слой неровный, 10—55 мкм (75 мкм) толщины, образован из разрозненных или собранных в клубки светло-зелёных водорослей, 7—12 мкм диаметром. Ризины многочисленные, простые до неправильно-вильчатых, беловатые до тёмно-коричневых или серых, выступающие за края лопастей. Апотеции многочисленные, скученные, располагаются обычно в центре слоевища, с тонким слоевищным краем. Диск коричневатый или чёрный с интенсивным сизым налётом, до 2,5 (3) мм в диаметре. Парафизы плотно склееные, членистые, неразветвлённые, 2—2,5 мкм толщины, вверху утолщённые до 4 мкм. Эпитеций 45—50 мкм толщины, коричневый. Гипотеций неокрашенный, 70—80 мкм толщины. Гимениальный слой 95—110 мкм толщины. Сумки булавовидные, с утолщённой верхней стенкой, 50—60×18—20 мкм, с 8 спорами, расположенными в два ряда. Споры варьируют от Physcia- до Pachysporaria-типа, двуклеточные, с округлыми концами, иногда слега изогнуты, в центре с перетяжкой, в перегородке заметен каналец, тёмноокрашенные, серо-коричневые, 15—25×12—20 мкм. Пикнидии встречаются часто; конидии 4—6×1 мкм.
Фотобионт — зелёные водоросли Trebouxia.
Является хозяином для лихенофильного гриба Stigmidium pumilum.

### Химический состав
Присутствуют вторичные метаболиты в виде атранорина и зеорина, редко встречаются другие тритерпены.

## Среда обитания и распространение
На коре деревьев лиственных пород, особенно часто на осинах, реже на разрушающейся древесине и каменистом субстрате.
Встречается в Европе, Азии, Африке, Северной и Южной Америках, Австралии, Новой Зеландии.
В России встречается повсеместно.